# Bravo-Jahrescharts 2003
Die Bravo-Jahrescharts werden zum Jahresende von der Bravo-Redaktion als Hitliste erstellt. Die Jugendzeitschrift Bravo erscheint seit 1956 und enthält in jeder Wochenausgabe eine Hitliste, die von den Lesern gewählt wurde. Seit 1960 können die Bravo-Leser außerdem ihre beliebtesten Gesangsstars wählen und dekorieren sie mit dem Bravo Otto.

## Bravo-Jahrescharts 2003
1. Tonight – Westlife – 208 Punkte
2. Someday – No Angels – 201 Punkte
3. Calling You – Juliette Schoppmann – 195 Punkte
4. No Angel (It’s All in Your Mind) – No Angels – 190 Punkte
5. U Make Me Wanna – Blue – 189 Punkte
6. Weekend! – Scooter – 183 Punkte
7. Heartbeat – Daniel Küblböck – und außerdem Right Now – Jeanette – 179 Punkte
8. Wiser – Frameless – 178 Punkte
9. Kleider machen Leute – Ben – 177 Punkte
10. We Got the Power – B3 – 172 Punkte
11. Hollywood – Madonna – 166 Punkte
12. You’re My Angel – B3 – 162 Punkte
13. Señorita – Justin Timberlake – 158 Punkte
14. Only Uh, Uh – Juliette Schoppmann – 153 Punkte
15. Runaway – Natural – und außerdem V.I.P. – Bro’Sis – 151 Punkte
16. Take Me Tonight – Alexander – 149 Punkte
17. Feelgood Lies – No Angels – 146 Punkte
18. Pretty in Scarlet – Guano Apes – 145 Punkte

## Bravo-Otto-Wahl 2003

### Superband Rock
1. Goldener Otto: The Rasmus
2. Silberner Otto: Linkin Park
3. Bronzener Otto: Busted

### Superband Pop
1. Goldener Otto: Overground
2. Silberner Otto: No Angels
3. Bronzener Otto: B3

### Supersänger
1. Goldener Otto: Justin Timberlake
2. Silberner Otto: Daniel Küblböck
3. Bronzener Otto: Alexander Klaws

### Supersängerin
1. Goldener Otto: Jeanette Biedermann
2. Silberner Otto: Christina Aguilera
3. Bronzener Otto: Sarah Connor

### Hip Hop International
1. Goldener Otto: The Black Eyed Peas
2. Silberner Otto: Eminem
3. Bronzener Otto: Sean Paul

### Hip Hop National
1. Goldener Otto: Eko Fresh
2. Silberner Otto: DJ Tomekk
3. Bronzener Otto: Sabrina Setlur